# Organocadmiumchemie
In de organocadmiumchemie worden verbindingen bestudeerd waarin een directe binding aanwezig is tussen koolstof en cadmium. Cadmium is een metaal, dus de organocadmiumchemie is een subdiscipline van de organometaalchemie. Zowel de synthese, de chemische als de fysische eigenschappen van deze groep verbindingen worden in de organocadmiumchemie bestudeerd. Cadmium staat in het periodiek systeem in de zinkgroep (samen met zink en kwik en de chemie van de verschillende groepen verbindingen lijkt dan ook veel op elkaar.
Dimethylcadmium is een lineair molecuul, de cadmium-koolstofbinding heeft een lengte van 211.2 pm. Voor alle organocadmiumverbindingen geldt dat ze gevoelig zijn voor lucht (zuurstof), vocht en licht.

## Synthese

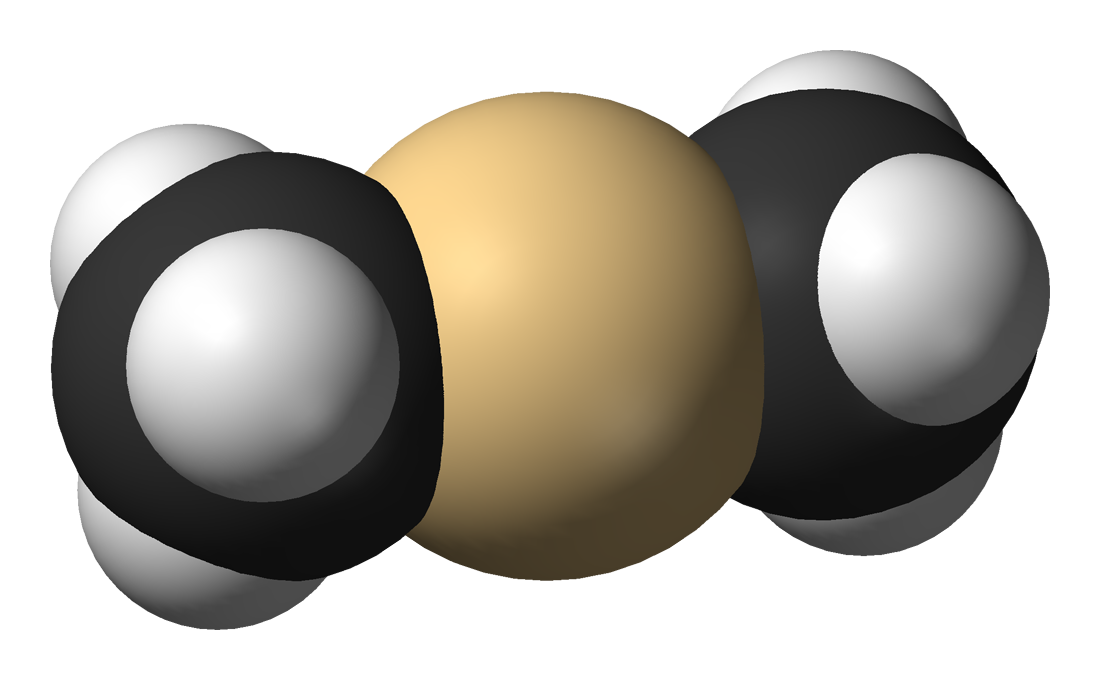
Molecuulmodel van dimethylcadmium

De eerste organocadmiumverbindingen, dimethylcadmium (CH3-Cd-CH3) en di-ethylcadmium (CH3CH2-Cd-CH2CH3) werden in 1917 door Erich Krause gesynthetiseerd. In het algemeen verloopt de synthese via een transmetallatie of via de reactie tussen een organometaal en een cadmiumzout. Zo kan di-ethylcadmium bereid worden via de reactie van cadmiumbromide met twee equivalenten van het Grignard-reagens ethylmagnesiumbromide in ether. De cadmiumverbinding is een kleurloze olie, die bij −21 °C vast wordt. Als bijproduct ontstaat in de reactie magnesiumbromide.
Difenylcadmium, met een smeltpunt van 174 °C, ontstaat uit fenyllithium in de reactie met hetzelfde zout.

## Reacties
De synthetische toepasbaarheid van organocadmiumverbindingen is beperkt. De alkylgroepen in deze verbindingen zijn door de stijgende elektronegativiteit, gaande van zink naar cadmium (en kwik), minder nucleofiel dan die in overeenkomstige zinkverbindingen. In de reactie met acylchloriden, waarbij ketonen gevormd worden, blijkt deze verminderde reactiviteit van de cadmiumreagentia. De reactie werd in 1936 door Henry Gilman ontdekt en is in gebruik gebleven totdat de minder gistige organokoperverbindingen beschikbaar kwamen. Met andere organometaalverbindingen verloopt deze reactie tot de alcohol.
Een voorbeeld van de synthetische toepassing van een organocadmiumverbinding is de reactie tussen di-isoamylcadmium en β-carbomethoxypropionylchloride tot methyl-4-keto-7-methyloctanoaat zonder dat volgreacties optreden met het keton of de gevormde estergroep. De selectiviteit bestaat slechts wanneer de reactie zoutvrij wordt uitgevoerd. Als het cadmiumreagens in situ uit een cadmiumzout gesynthetiseerd wordt, heeft de aanwezigheid van halogenide tot gevolg dat het reagens, net als in het geval van de organozinkverbindingen, reactiever wordt en ook met ketonen kan gaan reageren.
Een andere toepassing van organocadmiumverbindingen wordt gevonden in de totaalsynthese van cholesterol:
Dimethylcadmium wordt ook toegepast in de synthese van colloidale nanokristallen, hoewel zowel de giftigheid en het feit dat het erg vluchtig is aanleiding zijn om te zoeken naar vervangers, zoals cadmiumoxide.

## Navigatie
Navigatie Koolstof-elementbinding